# Kyllinga controversa
Kyllinga controversa är en halvgräsart som beskrevs av Ernst Gottlieb von Steudel. Kyllinga controversa ingår i släktet Kyllinga och familjen halvgräs. Inga underarter finns listade i Catalogue of Life.